# Протесты в Ингушетии (2018—2019)
Протесты в Ингушетии — многотысячные акции протеста в Магасе против Соглашения о закреплении границы между регионами, подписанного главой Ингушетии Юнус-Беком Евкуровым и главой Чечни Рамзаном Кадыровым 26 сентября 2018 года, а также его ратификации депутатами Народного собрания Республики Ингушетия.
Протесты начались 4 октября 2018 года и были объявлены бессрочными. На пятый день митинг был санкционирован властями до 15 октября. Перерыв круглосуточной акции протеста продлился с 18 по 31 октября 2018 года. Очередной митинг состоялся 27 ноября 2018 года, в день рассмотрения Конституционным Судом Российской Федерации запроса главы Республики Ингушетия Юнус-Бека Евкурова о соответствии Конституции Российской Федерации Соглашения об установлении административной границы между Ингушетией и Чечнёй. После четырёхмесячного перерыва с 26 марта по 27 марта 2019 года состоялся новый митинг в Магасе.

## Предыстория
В конце августа 2018 года некоторые общественные и правозащитные организации Ингушетии заявили о строительных работах на территории Ингушетии вблизи административной границы с Чечнёй в районе реки Фортанга, проводимых чеченскими дорожными организациями в сопровождении чеченских силовиков без согласования с ингушскими властями, а также с руководством государственного природного заповедника «Эрзи», к которому относится данная территория. По словам пресс-секретаря главы Чечни Альви Каримова, вблизи границы с Ингушетией с чеченской стороны были начаты восстановительные работы на дороге, которая, как отметил он, была ранее разрушена в связи с военными действиями, и что ею в будущем смогут пользоваться жители обеих республик. Побывавшие на месте представители ингушской стороны отметили, что чеченскими дорожниками были произведены работы по вырубке ценных пород деревьев, уничтожению плодородного слоя почвы, изменению природного ландшафта на территории Ингушетии, а также что чеченскими силовиками была предпринята попытка установить пост ДПС МВД по Чечне в районе селения Аршты Сунженского района Республики Ингушетии в двух километрах от границы, вглубь Ингушетии.
Спустя неделю жители Ингушетии возмутились тем, что дорожные работы на ингушской территории (заповедник «Эрзи») не только не прекратились, но и продвинулись вглубь Ингушетии на 15 километров. Возмущение также вызвало молчание ингушских властей о мероприятиях, проводимых чеченскими дорожными организациями и силовиками.
25 сентября глава Сунженского района Ингушетии Иса Хашагульгов объявил о своей добровольной отставке. В тот же день у здания администрации района состоялся стихийный сход граждан количеством около 70 человек, возмущённых предстоящим подписанием главами Ингушетии и Чечни соглашения и возможной передаче в пользу Чеченской республики части Сунженского района Ингушетии. Однако руководители обеих республик держали в тайне эту информацию и факт достижения договорённостей о границе.

## Подписание соглашения

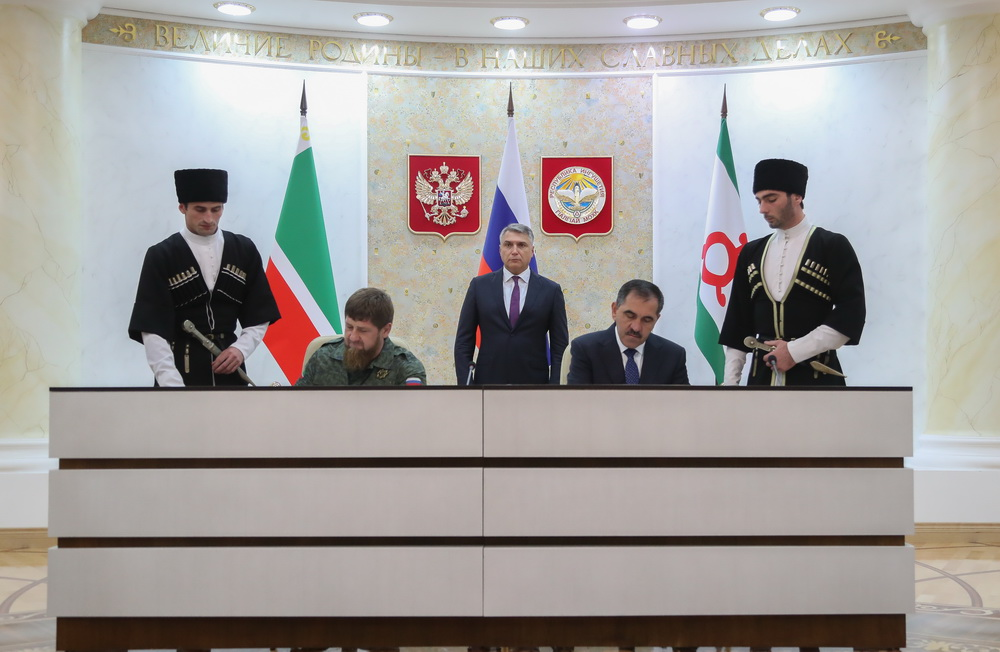
Подписание соглашения в Магасе, Рамзан Кадыров, Юнус-Бек Евкуров, Александр Матовников, 26 сентября 2018 года

26 сентября в день подписания Соглашения об установлении границы между Ингушетией и Чечнёй в Сунже собралось около 50 человек и в Магасе свыше ста человек. Въезды в город были перекрыты бетонными блоками, введена колонна Росгвардии, кроме того, во время акции протеста в Магасе и Назрани был отключён интернет. Однако, несмотря на акции протеста подписание соглашения между Евкуровым и Кадыров состоялось. 27 сентября пресс-секретарь президента РФ Дмитрий Песков, отвечая на вопрос о возможных консультациях с Кремлем в процессе Подписания соглашения о закреплении административной границы между республиками Чечня и Ингушетия, заявил, что оно прошло по инициативе самих субъектов.
Руководством Республики Ингушетия было объявлено, что подписав данное соглашение с главой Чечни, они сделали равноценный обмен землями. Однако ингушскую общественность возмутил тот факт, что договорённости по границам Глава Ингушетии продвигал с руководством Чечни скрытно от общества, а также то, что часть Сунженского района Ингушетии согласно договорённостям между главами республик отходит Чечне. То, что согласно договору между Евкуровым и Кадыровым, обмен землями неравноценен, подтвердили и независимые эксперты-картографы. Так, по соглашению Евкурова и Кадырова Чечне переходит более чем в 25 раз больше земли, чем Ингушетии.

## 2018 год

### 4-15 октября
4 октября ранним утром около здания Парламента Ингушетии начали собираться граждане. Так начался протест ингушей против Соглашения о закреплении границы, подписанного главами Ингушетии и Чечни, а также его ратификации депутатами Парламента Ингушетии. Рассмотрение соответствующего было назначено на эту дату.
В свою очередь Конституционный Суд Республики Ингушетия в отзыве на проект закона «Об утверждении Соглашения об установлении границы между Республикой Ингушетия и Чеченской Республикой» постановил, что рассматриваемый законопроект не подлежит рассмотрению Народным собранием Республики Ингушетия. В соответствии со статьёй 111 Конституции Республики Ингушетия образование, упразднение административно-территориальных единиц и образований, установление и изменение границ между ними, их наименование и переименование, другие вопросы административно-территориального устройства Республики Ингушетия решаются в соответствии с федеральными законами и законами Республики Ингушетия с учётом мнения населения соответствующей территории.
Однако, несмотря на это и многотысячный протест жителей, Закон Республики Ингушетия «Об утверждении Соглашения об установлении границы между Республикой Ингушетия и Чеченской Республикой» был принят на первом же заседании сразу в трёх чтениях. Власти заявили, что большинством голосов депутаты Народного собрания Республики Ингушетия рассмотрели и ратифицировали соглашение об установлении административной границы между Чеченской Республикой и Ингушетией и что, из 25 присутствовавших депутатов 17 проголосовало за ратификацию, трое были против, остальные воздержались. Хотя сразу после заседания часть депутатов вышли к митингу и объявили, что 15 из 24 депутатов парламента Ингушетии проголосовали против ратификации соглашения об административной границе с Чечнёй и что Счётная комиссия сфальсифицировала результаты голосования.
5 октября митинг в столице Ингушетии Магасе против соглашения о границах с Чечнёй собрал по разным оценкам от 10 до 60 тысяч человек.
6 октября власти Ингушетии согласовали митинг, участники которого выступают против определения административной границы с Чечнёй с передачей соседней республике части территории. Акция согласована с 8 по 15 октября. В документе также указано, что, в соответствии с законодательством, публичное мероприятие не может начинаться ранее 7 часов и заканчиваться позднее 22 часов.
7 октября на митинг в Магас приехал Руслан Аушев — первый президент Ингушетии. Он заявил, что нынешнее руководство Ингушетии допустило ошибку, не согласовав с народом вопрос о передаче земель.
13 октября Правительство Ингушетии согласовало проведение митинга против соглашения о границе с Чечнёй в Магасе на два дня — 16 и 17 октября 2018 года.

### 16-24 октября
16 октября вступило в силу Соглашение об установлении административной границы между Ингушетией и Чеченской республикой.
По словам корреспондента «Кавказского узла» Кадыров высказал угрозы и обвинения в адрес организаторов акции протеста против передачи Чечне части Сунженского района и пообещал «спросить» с одного из лидеров бывшего главы МВД республики Ахмеда Погорова за ряд некорректных высказываний в свой адрес.

«Я говорю о кучке, о тех десяти (людях), а не об ингушском народе. […] Если вы мужчины, если вы люди, придите (сюда). Если это ваши территории, устройте там митинг. Закон (о границах) принят и вступил в силу. Если вы мужчины, если вы люди, придите на мою территорию и устройте митинг, говоря, что она ваша».— С чеченского языка перевёл корреспондент «Кавказского узла».
17 октября Конституционный Суд Республики Ингушетия принял к рассмотрению запрос депутатов Народного собрания Республики Ингушетия о проверке конституционности Закона Республики Ингушетия от 4 октября 2018 года № 42-РЗ «Об утверждении Соглашения об установлении границы между Республикой Ингушетия и Чеченской Республикой», а также жалобы жителей республики на нарушение прав и свобод данным законом.
Правительство Ингушетии согласовало продолжение митинга с 31 октября по 2 ноября.
19 октября около девяти часов вечера глава Чеченской Республики Рамзан Кадыров посетил ингушское селение Сурхахи, в которое приехал для встречи со старейшиной рода Нальгиевых, Мухажиром Нальгиевым. Свидетели сообщают, что глава Чечни был в сопровождении кортежа из нескольких десятков автомобилей и вооружённой охраны. В течение получаса после того, как стало известно о приезде Кадырова, во дворе Мухажира Нальгиева собралось несколько сотен человек — представителей различных ингушских тейпов, приехавших поддержать Нальгиева. Встреча прошла по вайнахским обычаям — с участием посредников, представителей тейпа Белхароевых. Между Рамзаном Кадыровым и Мухажиром Нальгиевым состоялся разговор касательно высказываний Нальгиева в адрес Кадырова, допущенных им на митинге, и фраз Главы Чечни в отношении ингушского народа. В ходе разговора Кадыров и Нальгиев принесли друг другу взаимные извинения, после чего попрощались.
24 октября около десяти часов вечера представители власти Чеченской Республики вновь посетили Ингушетию. Председатель Парламента Чеченской Республики Магомед Даудов приехал в село Новый Редант с визитом к старейшине Ахмеду Барахоеву, лидеру оргкомитета протестного митинга. Во дворе Ахмеда Барахоева в течение часа образовалась толпа из огромного количества людей — ингуши, беспокоясь за безопасность Барахоева, собрались, чтобы поддержать его. По словам старейшины Магомед Даудов заранее позвонил ему и попросил разрешения приехать. Даудов оповестил Барахоева о том, что Рамзан Кадыров приглашает его на Шариатский суд в Чечню. Приглашение касалось также бывшего министра Министерства внутренних дел Республики Ингушетия Ахмеда Погорова, высказывавшегося в адрес главы Чеченской Республики на митинге. Ахмед Барахоев на приглашение ответил отказом. Как выяснилось позднее, Магомед Даудов перед тем, как встретиться с Ахмедом Барахоевым, побывал у дома муфтия Ингушетии Исы Хамхоева, но не застал его там. Даудов записал видео на фоне двора Хамхоева, прокомментировав отсутствие муфтия. По словам Магомеда Даудова, Хамхоев не отвечал на его звонки. Даудов высказал предположение, что муфтий намеренно скрывается.

### 25-31 октября
25 октября рассмотрение запроса депутатов Народного собрания Республики Ингушетия о проверке конституционности Закона Республики Ингушетия от 4 октября 2018 года № 42-РЗ «Об утверждении Соглашения об установлении границы между Республикой Ингушетия и Чеченской Республикой» было назначено на 15 часов 00 минут 25 октября 2018 года. Рассмотрение дела проходило без участия представителей Парламента и главы Республики Ингушетия, которые на заседание не явились. В связи с тем, что Народным собранием и главой Республики Ингушетия не были представлены необходимые для рассмотрения запроса материалы и документы, в том числе письменные отзывы на запрос, рассмотрение дела отложено на 10 часов 00 минут 30 октября 2018 года.
26 октября к экс-министру Министерства внутренних дел Республики Ингушетия Ахмеду Погорову приехала делегация в составе руководства Чеченской Республики — Рамзана Кадырова, Магомеда Даудова, Адама Делимханова, муфтия Чеченской Республики Салаха Межиева и других. Встреча состоялась в доме Погорова в городе Карабулак. Как только стало известно о приезде Рамзана Кадырова, в Карабулак двинулось большое количество ингушей, переживавших за судьбу Погорова, в результате чего улица, на которой живёт экс-министр, а также соседние улицы, оказались перекрыты, а на въезде в город образовался затор. В дом Ахмеда Погорова вскоре прибыл и Ахмед Барахоев. После беседы с отцом Ахмеда Погорова, Сараждином Погоровым, состоялось взаимное примирение сторон. Часть чеченской делегации покинула дом Ахмеда Погорова через несколько часов, Рамзан Кадыров же оставался до позднего вечера. Из-за колоссального количества народа, заполнившего двор и улицу, на которой проживает Ахмед Погоров, в толпе чуть не началась давка, однако эмоционального накала и провокаций удалось избежать. После встречи Ахмед Погоров сообщил, что они с Кадыровым «принесли взаимные извинения, совершили коллективный намаз и выпили чай».
27 октября Муфтий Ингушетии Иса Хамхоев осудил визит Магомеда Даудова к себе домой и заявил: «Если ты ещё раз приедешь ко мне, то я не отвечаю за свою молодёжь!»[значимость факта?].
В Назрани состоялся чрезвычайный съезд представителей тейпов ингушского народа, организованный общественной организацией «Совет Тейпов», в котором приняли участие несколько сотен представителей различных ингушских родов. По итогам съезда были выбраны делегаты от каждого тейпа для участия на Всемирном конгрессе ингушского народа, запланированном на 30 октября 2018 года, а также принята резолюция, в которой подчёркнуто, что Соглашение об установлении границы между Республикой Ингушетия и Чеченской Республикой должно быть признано незаконным.
29 октября два депутата Народного собрания Республики Ингушетия отозвали из Конституционного суда Республики Ингушетия запрос о проверке Закона об утверждении границы с Чечнёй, также подано ходатайство об отводе председателя Конституционного суда Ингушетии Аюпа Гагиева. Однако, это не является основанием для отмены заседания суда по данному вопросу. В Конституционном суде Ингушетии подтвердили, что заседание по вопросу правомерности Закона об утверждении соглашения о границе с Чечнёй пройдет во вторник 30 октября 2018 года, начало заседания запланировано на 10 часов 00 минут.
30 октября состоялось заседание Конституционного суда Республики Ингушетия по вопросу рассмотрения запроса депутатов Народного собрания Республики Ингушетия о проверке конституционности Закона Республики Ингушетия от 4 октября 2018 года № 42-РЗ «Об утверждении Соглашения об установлении границы между Республикой Ингушетия и Чеченской Республикой». Заседание началось в 10 часов 00 минут. В 14 часов дня состоялось оглашение решения Конституционного Суда. Согласно Постановлению Конституционного Суда Республики Ингушетия № 19-П от 30.10.2018 г., Закон Республики Ингушетия от 4 октября 2018 года № 42-РЗ «Об утверждении Соглашения об установлении границы между Республикой Ингушетия и Чеченской Республикой» признан не соответствующим Конституции Республики Ингушетия. В Постановлении также отмечено, что Соглашение об установлении границы между Республикой Ингушетия и Чеченской Республикой от 26.IX.2018 г. без его утверждения на референдуме Республики Ингушетия не порождает правовых последствий для органов государственной власти, органов местного самоуправления, организаций и граждан в Республике Ингушетия.
В Назрани состоялся Всемирный конгресс ингушского народа. В работе Конгресса приняли участие ингуши из стран Европы, СНГ и 15 регионов России, мероприятие продлилось около десяти часов, на повестке дня — обсуждение Соглашения об установлении границы между Республикой Ингушетия и Чеченской Республикой и политики республиканских властей, постановка целей на будущее. Решение Конституционного суда Республики Ингушетия было объявлено на Конгрессе и встречено шквалом аплодисментов.
31 октября состоялся санкционированный митинг в городе Магас. Акции 1 и 2 ноября 2018 года были отменены. На Всемирном конгрессе ингушского народа было принято решение приостановить уличный протест, поскольку на данном этапе поставленные цели были достигнуты. После митинга участвующие посетили мемориал жертвам Осетино-ингушского конфликта 1992 года — «Гӏоазот кашмаш».

### Ноябрь
8 ноября глава Ингушетии Юнус-Бек Евкуров подал запрос в Конституционный суд Российской Федерации о соответствии Конституции Российской Федерации Соглашения об установлении административной границы между Ингушетией и Чеченской республикой, а также Закона Республики Ингушетия от 4 октября 2018 года № 42-РЗ «Об утверждении Соглашения об установлении границы между Республикой Ингушетия и Чеченской Республикой». В пресс-службе Конституционного суда Российской Федерации было отмечено, что запрос главы Ингушетии может быть рассмотрен в ускоренном режиме в связи с актуальностью рассматриваемого вопроса и масштабами территориального спора. По мнению Евкурова, решение Конституционного суда Республики Ингушетия, ранее признавшего незаконным Соглашение об установлении административной границы между двумя республиками, не отменяет действие Соглашения, «поскольку договоры между двумя субъектами Российской Федерации, затрагивающие интересы обоих регионов, должны быть проверены только на соответствие Конституции Российской Федерации и исключительно Конституционным судом Российской Федерации».
15 ноября пресс-служба Конституционного суда Российской Федерации подтвердила, что запрос главы Республики Ингушетия Юнус-Бека Евкурова о соответствии Конституции Российской Федерации Соглашения об установлении административной границы между Ингушетией и Чеченской республикой, а также Закона Республики Ингушетия от 4 октября 2018 года № 42-РЗ «Об утверждении Соглашения об установлении границы между Республикой Ингушетия и Чеченской Республикой», будет рассмотрен в сжатые сроки. Рассмотрение запроса было назначено на 27 ноября 2018 года в Санкт-Петербурге. Судьёй-докладчиком выступит заместитель председателя Конституционного суда Российской Федерации Сергей Маврин. Евкуров заявил, что решение Конституционного суда Российской Федерации будет им исполнено.
В ответ на жалобы жителей республики Ингушетия Роскомнадзор сообщил, что операторы «большой тройки» отключили мобильный интернет в Ингушетии на период с 4 по 17 октября 2018 года из-за «мотивированного решения правоохранительных органов».
16 ноября Конституционный суд Российской Федерации допустил представителей общественного объединения «Всемирный конгресс ингушского народа» к рассмотрению дела о границе между Ингушетией и Чеченской республикой. В обращении Всемирного конгресса ингушского народа отмечалось, в частности, что Юнус-Бек Евкуров не может считаться выразителем интересов ингушского народа, так как не избирался на прямых выборах. К рассмотрению дела была также допущена группа депутатов Народного собрания Республики Ингушетия, ранее подававших запрос в Конституционный суд Ингушетии о проверке конституционности Закона об утверждении соглашения о границе с Чеченской республикой.
Всемирный конгресс ингушского народа в суде представляет адвокат Международной правозащитной группы «Агора» Рамиль Ахметгалиев. На заседание приглашены один из организаторов акций протеста в Магасе Мусса Мальсагов и экс-министр внутренних дел республики Ингушетия Ахмед Погоров, а также главы обеих республик — Юнус-Бек Евкуров и Рамзан Кадыров. Кроме того, на слушание дела приглашены: Парламент Чеченской республики, полномочные представители Государственной думы Российской Федерации, Совета Федерации и президента Российской Федерации, Генеральной прокуратуры Российской Федерации, Министерства юстиции Российской Федерации в Конституционном суде Российской Федерации, Конституционный суд республики Ингушетия.
17 ноября Правительство Республики Ингушетия согласовало проведение митинга против Соглашения об установлении административной границы между Ингушетией и Чеченской республикой 27 ноября 2018 года в городе Назрань. Проведение акции согласовано при условии соблюдения требований федерального и республиканского законодательства о собраниях, митингах, демонстрациях, шествиях. Митинг разрешили провести на площадке перед зданием муниципального Дома культуры Назрани с 10:00 до 19:00 мск. Организаторами митинга выступают Общественное движение «Опора Ингушетии» и Координационный совет молодёжных организаций.
26 ноября 2018 года в Санкт-Петербурге активисты молодёжного общественно-политического движения «Весна» провели акцию протеста на мосту имени Ахмата Кадырова. Акция была посвящена рассмотрению Конституционным судом Российской Федерации запроса главы Республики Ингушетия Юнус-Бека Евкурова о соответствии Конституции Российской Федерации Соглашения об установлении административной границы между Ингушетией и Чеченской республикой. Общественники растянули на мосту плакат с символической надписью «Принадлежит Ингушетии», а также заявили, что решение вопроса о границе между двумя республиками должно быть полностью прозрачным, открытым для свободной дискуссии и утверждаться на референдуме.
Вечером того же дня в Санкт-Петербурге прошла вторая акция «В поддержку жителей Ингушетии и против конфликта между Россией и Украиной в Керченском проливе», организованная представителями российского общественно-политического движения «Солидарность» и завершившаяся задержанием проводивших мероприятие активистов. Всего было задержано девять общественников, выходивших на одиночные пикеты поочерёдно. Официальная причина задержания — проживание в Петербурге без регистрации и неповиновение сотрудникам полиции.
27 ноября на площадке перед зданием муниципального Дома культуры города Назрань состоялся санкционированный митинг. Силовыми органами были приняты серьёзные меры безопасности, на протяжении всего мероприятия у Дома культуры дежурила полиция, однако в ходе митинга фактов нарушения общественного порядка зафиксировано не было. По итогам акции её участники приняли резолюцию, состоящую из трёх пунктов. Митингующие потребовали отмены Соглашения об изменении границ с Чечнёй, отставки главы Ингушетии Юнус-Бека Евкурова вместе с Парламентом Республики Ингушетия и исполнения Закона РСФСР от 26.04.1991 № 1107-1 «О реабилитации репрессированных народов». Оппозиционный Telegram-канал «Главком РИ» оценил количество митингующих в 10 тысяч человек.
В этот же день по запросу Евкурова прошло заседание Конституционного Суда Российской Федерации, однако ни сам Евкуров, ни Кадыров на него не прибыли. Судьёй-докладчиком, как и планировалось, выступил Сергей Маврин, председательствовал Зорькин Валерий Дмитриевич. Была организована прямая трансляция из зала заседания в Санкт-Петербурге, которая была доступна для просмотра любому желающему на официальном сайте Конституционного Суда Российской Федерации и на его официальном канале на популярнейшем видеохостинге «YouTube».
Юнус-Бека Евкурова в деле представлял вице-президент Адвокатской палаты Московской области, кандидат юридических наук, директор Института адвокатуры Университета имени О. Е. Кутафина Александр Орлов, а также адвокаты Роман Романов и Валерия Арямова. От имени Народного собрания Республики Ингушетия на заседании выступил председатель Народного собрания Республики Ингушетия Яндиев Магамет Джабраилович. От имени Рамзана Кадырова — адвокат Берсункаев Гаиб Элишбиевич. Также на слушании присутствовал Председатель Парламента Чеченской Республики Магомед Даудов. Глава Конституционного суда Республики Ингушетия Аюп Гагиев отказался от участия в деле. В своём обращении к заместителю председателя Конституционного суда Российской Федерации Сергею Маврину он сообщил, что проверка Соглашения об изменении границ с Чечнёй в компетенцию Конституционного Суда Российской Федерации не входит, а запрос Юнус-Бека Евкурова назвал «завуалированной формой обжалования».
В ходе заседания были заслушаны мнения участников и всех приглашённых. Основная позиция сторонников Соглашения об изменении границ с Чечнёй заключалась в том, что действующее законодательство Российской Федерации требует проведения референдума только при изменении границ субъекта, а не при их установлении. Выступившие в суде представители федеральных властей также поддержали Соглашение об изменении границ с Чечнёй. Адвокат Евкурова вдобавок заявил о том, что Конституционный суд Республики Ингушетия вышел за пределы своих полномочий при вынесении вердикта об административной границе региона с Чечнёй, так как согласно Конституционному Закону Республики Ингушетия от 28 декабря 2001 г. № 10-РКЗ «О Конституционном Суде Республики Ингушетия» этот орган вправе принимать решения лишь о договорах, не вступивших в юридическую силу, следовательно, в случае Соглашения об изменении границ с Чечнёй его предписание не имеет никакой силы.
Решение Конституционного суда решено было объявить 6 декабря 2018 года.

### Декабрь
6 декабря в 10 часов 00 минут состоялось заседание Конституционного суда Российской Федерации по оглашению Постановления суда по вопросу конституционности Соглашения об установлении административной границы между Ингушетией и Чеченской республикой. Вновь была организована доступная для просмотра прямая трансляция из зала суда на официальном сайте Конституционного суда Российской Федерации и на его официальном канале на «YouTube».
Конституционный суд постановил, что Соглашение конституционно, а новые границы — законно установлены. Референдум по вопросу об установлении границ не является необходимым, а Закон Республики Ингушетия от 4 октября 2018 года № 42-РЗ «Об утверждении Соглашения об установлении границы между Республикой Ингушетия и Чеченской Республикой», закрепивший положения Соглашения, также не противоречит Конституции Российской Федерации. В материалах суда, помимо этого, сообщается, что Конституционный суд Республики Ингушетия был не вправе принимать решение, влекущее невозможность применения Закона Ингушетии об утверждении Соглашения об установлении границы. Юнус-Бек Евкуров, комментируя решение Конституционного суда, заявил, что в вопросе установления границы между Ингушетией и Чечнёй поставлена точка, Рамзан Кадыров же высказал мнение, что ингушский и чеченский народы, несмотря ни на что, останутся братскими.
Между тем, по мнению независимых экспертов, решение, принятое Конституционным Судом Республики Ингушетия не подлежит пересмотру или отмене Конституционным Судом Российской Федерации.

## 2019 год

### Март
26 марта 2019 года протесты продолжились — в Магасе прошёл согласованный митинг перед зданием государственной телерадиокомпании «Ингушетия», по разным оценкам, собравший от 2 до 30 тысяч человек. По сообщениям очевидцев, площадь была окружена полицией, а в районе проведения митинга был отключён мобильный интернет. В Москве прошли одиночные пикеты. Несмотря на то, что митинг был согласован властями только на 26 марта, митингующие отказались расходиться и остались на площади на ночь.
27 марта митинг в Магасе был вновь объявлен бессрочным. Утром 27 марта сотрудники Росгвардии начали разгон акции протеста, протестующие кидали в силовиков камни и стулья, произошли столкновения. После этого власти пошли на уступки и разрешили митингующим провести новую акцию через пять дней, люди начали расходиться. Митингующие позже вышли на федеральную трассу Кавказ, перекрыв её.

### «Ингушское дело»

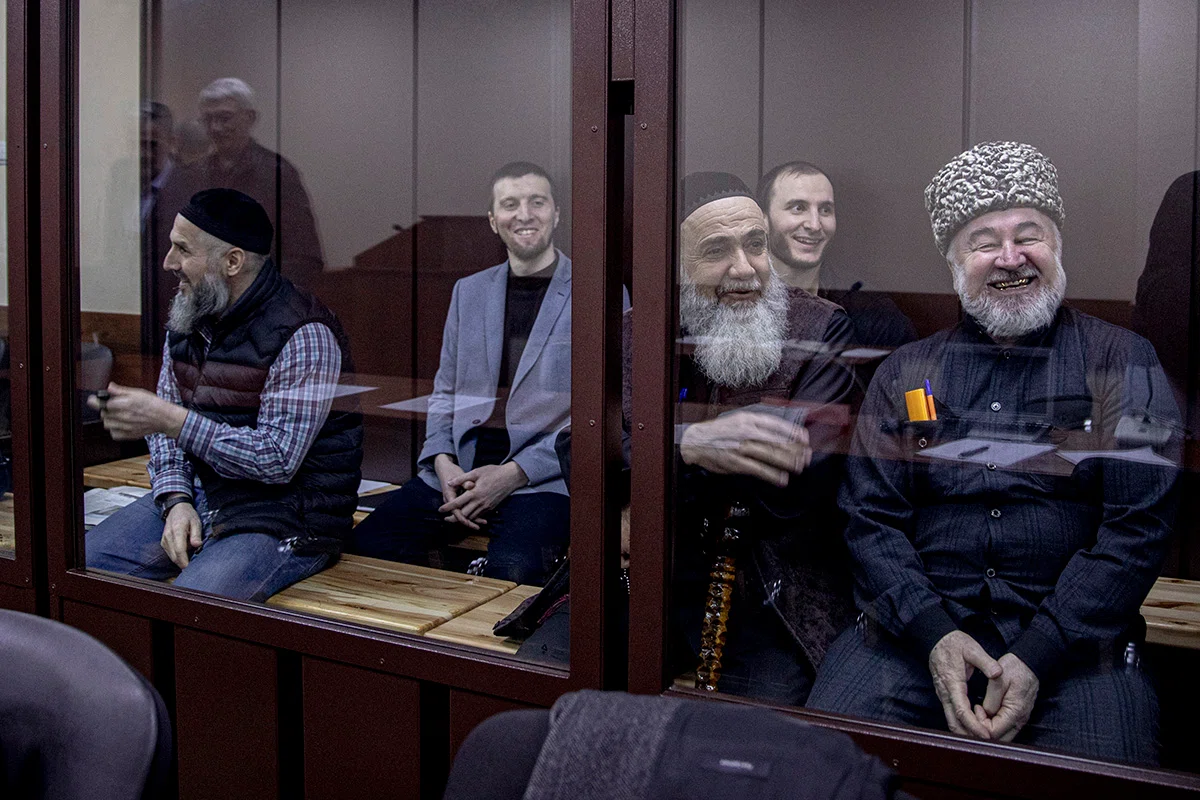
Фигуранты дела: Муса Мальсагов, Ахмед Барахоев, Малсаг Ужахов, Исмаил Нальгиев, Багаудин Хаутиев

В Ингушетии на выходе из спецприёмника были задержаны лидеры протестов — старейшина Ахмед Барахоев, председатель общественного движения «Опора Ингушетии» Барах Чемурзиев и его заместитель Муса Мальсагов, отбывавшие 10 суток административного ареста по делу об организации акции без подачи уведомления (часть 2 статьи 20.2 КоАП). С задержания лидеров протеста началось «Ингушское дело». Их обвиняют в применении насилия в отношении сотрудников правоохранительных органов. Заведены уголовные дела по части 2 статьи 318 УК, через часть 3 статьи 33. Всего после массовых протестов из-за договора о границе с Чечнёй в марте в Ингушетии были задержаны 58 человек. Нальчикский городской суд Кабардино-Балкарии арестовал на два месяца Барахоева, Чемурзиева и Мальсагова.
19 апреля в Назрановском районе Ингушетии силовики задержали председателя Совета тейпов республики Малсага Ужахова. Нальчикский городской суд Кабардино-Балкарии на два месяца арестовал Ужахова по подозрению в организации применения насилия в отношении представителя власти (ч. 3 ст. 33, ч. 2 ст. 318 УК).
23 апреля в аэропорту Минеральные Воды (Ставропольский край) задержали заявителя нового митинга в Ингушетии активиста Хасана Кациева, а в Магасе — активиста Ахмеда Нальгиева. Нальчикский городской суд Кабардино-Балкарии арестовал подозреваемых по части 2 статьи 318 УК (применение насилия к представителям власти) Хасана Кациева и Ахмеда Нальгиева на два месяца.
14 мая Ессентукский городской суд Ставропольского края арестовал на 2 месяца участника протестов и главу общественной организации «Выбор Ингушетии» Исмаила Нальгиева.
Ключевые активисты, принимавшие участие в организации протестов против тайного соглашения Евкурова и Кадырова, на данный момент находятся под стражей на срок от 7 до 9 лет заключения, среди них: Ахмед Барахоев, Малсаг Ужахов, Барах Чемурзиев, Ахмед Погоров, Мусса Мальсагов, Багаудин Хаутиев, Исмаил Нальгиев и Зарифа Саутиева.